# Ребека Дремель
Ребе́ка Дре́мель (словен. Rebeka Dremelj, нар. 25 липня 1980 Брежиці, Словенія) — словенська співачка, модель, акторка і телеведуча. Переможниця конкурсу «Міс Словенія-2001», представниця Словенії на пісенному конкурсі «Євробачення 2008».
На «Євробаченні 2008» виступила у першому півфіналі з піснею Vrag naj vzame, посіла одинадцяте місце і не потрапила у фінал.

## Професійне та особисте життя
Ребека Дремель народилася в Брежіце, Словенія, Югославія. Вона стала співачкою і була обрана Міс Словенія 2001. Дремель брала участь у Міс Світу 2001, а на Міс Світу Талант Шоу в 2001 році вона посіла друге місце і таким чином підписала контракт із Sony Records London. Дремель представляла Словенію на пісенному конкурсі Євробачення 2008, де вона не пройшла у фінал. 
З 2011 року одружена з Санді Шкалер, у них двоє дітей. Їхня перша дочка Шаяна народилася 17 вересня 2012 року; дочка Сія народилася 3 грудня 2016 року.

## Дискографія

### Альбоми
- Prvi korak (2002)
- To sem jaz (2004)
- Pojdi z menoj (2006)
- Nepremagljiva (2009)
- Differo (2010)

### Сингли
- Ko ugasnejo luči
- Prvi korak
- Nisem kriva
- Ne ustavi se
- Ne boš se igral
- Pojdi z menoj
- To je prava noč
- Daj mi daj
- Slovenski superboy
- Vrag naj vzame
- Petek 13.
- Sončno dekle
- Ribica
- Brez obraza